# Sadhu Sundar Singh
Sadhu Sundar Singh (3. září 1889, Ludhijána – asi roku 1929 na úpatích Himálaje) byl indický křesťanský misionář a mystik.
Je znám mj. misijními výpravami do Tibetu a Nepálu. Misijní činnost uskutečňoval podle způsobu hinduistických poutníků sádhu.